# Gorges de la Massa
Pour les articles homonymes, voir Massa.
Les gorges de la Massa sont des gorges situées entre les communes de Naters, Bitsch et Riederalp, le long de la Massa, dans le canton du Valais, en Suisse.

## Géographie

### Situation
Les gorges, longues de 6 500 mètres, se situent à l'est du canton du Valais, à une altitude variant de 1 483 à 742 mètres, sur une superficie de 14 km2.

## Activités

### Randonnée
Le chemin de la Massa longe les gorges de Blatten jusqu'à Mörel.

### Canyoning
Un parcours de canyoning se situe le long des gorges.